# Sjirokolăsjka reka
Sjirokolăsjka Reka (bulgariska: Широколъшка река) är ett vattendrag i Bulgarien.   Det ligger i regionen Smoljan, i den sydvästra delen av landet, 140 km sydost om huvudstaden Sofia.